# RAM (cohete)
El cohete Ram, también conocido como el 6.5-Inch Anti-Tank Aircraft Rocket o ATAR (en castellano: Cohete Aéreo Antitanque de 6,5 pulgadas), era un cohete aire-tierra usado por la Armada de Estados Unidos durante la Guerra de Corea. Desarrollado rápidamente, el cohete probó ser exitoso pero fue retirado del servicio poco después de finalizar dicho conflicto.

## Diseño y desarrollo
En 1950, el inicio de la Guerra de Corea resultó en que la Armada de Estados Unidos requería con urgencia un cohete lanzado desde avión que fuera efectivo contra los tanques enemigos, ya que el cohete existente cohete de avión de alta velocidad "Holy Moses" (en castellano: Sagrado Moisés) se esperaba que fuera inefectivo contra el blindaje de los tanques pesados IS-3.
El desarrollo de un cohete mejorado fue llevado a cabo con notable velocidad, una directiva para comenzar a trabajar en el proyecto fue ordenado el 6 de julio de 1950, y los primeros cohetes fueron entregados en la zona de guerra el 29 de julio. En el curso de estos 23 días, la Naval Ordnance Test Station, localizada en China Lake, California, desarrolló una versión mejorada del "HVAR", con una nueva cabeza de guerra de 16,5 cm (6,5 pulgadas) reemplazando a la anterior de 12,7 cm (5 pulgadas). La espoleta para la carga hueca, desarrollada con la misma premura que el cohete en sí mismo, era considerada peligrosa, pero probó en servicio ser lo suficiente segura, era descrita como siendo "[no] tan peligrosa como los tanques rusos" que estaba diseñada para destruir.
El RAM fue el primer cohete para aviones en llevar una cabeza de guerra de carga hueca, y esta era descrita como superior en penetración de blindaje que la cabeza de guerra del bazooka, siendo capaz de penetrar hasta 610 mm (24 pulgadas) de una placa de blindaje.

## Historia operacional
Oficialmente designado como el Cohete Aéreo Antitanque de 6,5 pulgadas, más comúnmente conocido en servicio como "Ram", el nuevo cohete fue llevado rápidamente al frente coreano, siendo usado en combate por primera vez el 16 de agosto de 1950. A pesar de la prisa con que el arma había sido desarrollada, el primer embarque incluía un conjunto completo de documentación y tablas de disparo para el uso del cohete. Los primeros 600 cohetes fueron construidos a mano, pero una línea de producción fue rápidamente establecida.
En servicio operacional, el Ram fue usado por los aviones F-51 Mustang, F-80 Shooting Star y F4U Corsair, y probó ser moderadamente efectivo, con los primeros 150 cohetes disparados logrando "al menos" ocho tanques norcoreanos confirmados como destruidos. sin embargo, el cohete probó ser poco popular con los pilotos, debido a que para lograr un disparo preciso estos debían acercarse mucho al blanco, el HVAR ofrecía un mayor alcance, mientras que el napalm era considerado más efectivo si el lanzamiento debía ser hecho más cerca. con el final de la guerra en 1953, el ATAR fue retirado del servicio, ya que versiones mejoradas del HVAR habían aparecido y estaban disponibles como alternativa.

## Referencias

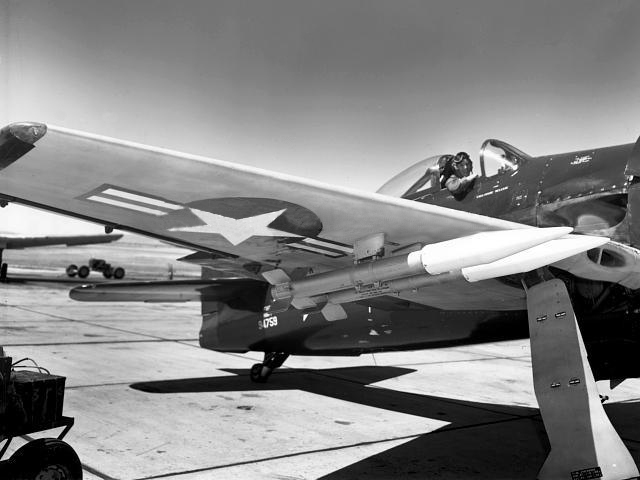
Cohetes Ram en un F8F Bearcat